# Campaña de Rivera a las Misiones Orientales
El general Fructuoso Rivera conquistó las Misiones Orientales para las Provincias Unidas del Río de la Plata en una rápida campaña durante el año 1828, como parte de la llamada Guerra del Brasil. Ese territorio, ubicado en el oeste del actual Estado de Río Grande del Sur y habitado hasta entonces por indígenas guaraníes, había sido colonizado por jesuitas, pero permanecía en manos del Imperio del Brasil como herencia de su metrópoli colonial, Portugal, desde su ocupación en 1801.
No obstante, debió evacuar ese territorio a fines de ese mismo año, como resultado de las negociaciones que condujeron al Tratado de Paz que suscribieron el Imperio del Brasil y las Provincias Unidas, y que otorgó la independencia al Estado Oriental del Uruguay, país del cual el mismo Rivera sería el primer presidente.

## Antecedentes
En el siglo XVII la Compañía de Jesús llegó a la zona, e instalaron las treinta misiones jesuíticas guaraníes. Allí los guaraníes, que hasta entonces practicaban una agricultura itinerante, terminaron por adoptar el sedentarismo. La "Provincia de las Misiones", dependiente tanto de la Gobernación de Buenos Aires como de las autoridades de la Compañía de Jesús, se ubicaban en ambas márgenes de los ríos Paraná y Uruguay, y se extendían hacia el este hasta la Sierra General  y por el sur hasta el río Ibicuy. También pertenecían a las Misiones varias estancias que se extendían a través de un gran territorio hasta el río Negro.
Por el Tratado de Madrid, en 1750 las siete Misiones Orientales, ubicadas al este del río Uruguay, pasaron a pertenecer a Portugal, que las anexó a sus colonias del Brasil. Los guaraníes se negaron a ser trasladados, pero fueron derrotados en la Guerra Guaranítica y forzados al exilio. No obstante, el Tratado de San Ildefonso, del año 1777, devolvió ese territorio a España. Los guaraníes regresaron a sus pueblos; estos eran: San Francisco de Borja, San Luis Gonzaga, San Nicolás, San Miguel Arcángel, San Lorenzo Mártir, San Juan Bautista y Santo Ángel Custodio, llamado también Santo Ángel Guardián de las Misiones.
Una nueva crisis se produjo con la expulsión de los jesuitas de todas las posesiones españolas, hecho ocurrido en el año 1767. Las Misiones fueron reorganizadas en la Gobernación de las Misiones Guaraníes, dependientes directamente del Virreinato del Río de la Plata, fundado en 1776. Si bien los pueblos se desorganizaron gradualmente – y aparentemente perdieron parte de su población – lograron mantener parte de su organización interna.
En 1801, en el marco de la Guerra de las Naranjas, se produjo la Conquista portuguesa de las Misiones Orientales. Si bien el Tratado de Badajoz (1801) ordenó a España y Portugal volver a sus límites anteriores, Portugal nunca devolvió las Misiones Orientales. La población de los pueblos siguió siendo predominantemente de etnia guaraní, pero desde ese territorio se produjo la gradual ocupación por población criolla brasileña de los territorios ubicados al sur del río Ibicuí.
Durante la Revolución Oriental, el general José Artigas, jefe militar y político de los independentistas orientales, reclamaba la incorporación de las Misiones Orientales a la Provincia Oriental.
En el año 1816 comenzó la Invasión Luso-Brasileña de la Banda Oriental, es decir, de los territorios ubicados al norte del Río de la Plata. Durante la larga guerra defensiva de los orientales – comandados por el caudillo federal José Artigas – se produjo el ataque portugués a la provincia de Misiones. En respuesta, milicias indígenas comandadas por Andresito Guazurarí contraatacaron y lograron reocupar brevemente las Misiones Orientales. Pero, en definitiva, los portugueses lograron vencer a Artigas y a Guazurarí y pacificar el territorio. La Banda Oriental fue incorporada como Provincia Cisplatina al Reino Unido de Portugal, Brasil y Algarve y posteriormente al Imperio del Brasil, cuando este se independizó. Las Misiones Orientales fueron incorporadas a la Provincia de Río Grande de San Pedro.

## La Guerra del Brasil

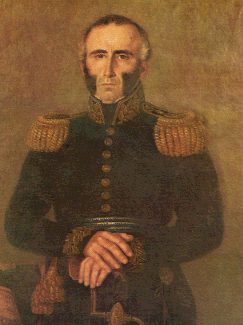
El general Juan Antonio Lavalleja inició la Guerra del Brasil al frente de los Treinta y Tres Orientales..

La dominación portuguesa de la Cisplatina desagradaba a la mayor parte de la población oriental, que en 1825 se adhirió rápidamente a la incursión desde Buenos Aires de la expedición llamada de los Treinta y Tres Orientales. Su comandante, el general Juan Antonio Lavalleja, incorporó a su ejército – de buen grado o, más presumiblemente, a la fuerza – a las milicias que respondían al general Fructuoso Rivera. Este había sido un destacado oficial de Artigas, pero con la definitiva derrota del caudillo oriental se había pasado a los invasores portugueses, quienes lo nombraron Comandante de Campaña de la Provincia Cisplatina.
Lavalleja reunió el Congreso de La Florida, que proclamó la incorporación de la Provincia Oriental a las Provincias Unidas del Río de la Plata y nombró gobernador al mismo Lavalleja. Cuando el Congreso Rioplatense aceptó la reincorporación de esa provincia, el Imperio del Brasil respondió con la declaración de guerra a las Provincias Unidas. Se iniciaba así la Guerra del Brasil.
El Congreso incorporó a los diputados orientales, respondió la declaración de guerra, nombró presidente de las Provincias Unidas a Bernardino Rivadavia y finalmente sancionó una Constitución para la República Argentina, que adquiría oficialmente ese nombre. No obstante, esta sería rechazada por la mayor parte de las provincias argentinas por su carácter unitario.
Si bien en un principio Rivera siguió el partido independentista con lealtad, consiguiendo la victoria en Rincón y secundando a Lavalleja en Sarandí, posteriormente comenzó a tener actitudes que lo hicieron sospechoso de connivencia con los brasileños a los ojos de Lavalleja y de su segundo, Manuel Oribe, pero también para muchos jefes porteños. Cuando Rivadavia ordenó su arresto en 1826, huyó a refugiarse bajo la protección del gobernador de Santa Fe, Estanislao López, que era también el más veterano y uno de los más influyentes caudillos federales. Allí permaneció casi olvidado más de un año.
La guerra terrestre benefició ampliamente a las tropas argentinas, que casi lograron destruir al ejército imperial en cinco grandes batallas, la más importante de las cuales fue la batalla de Ituzaingó. Pero no lograron capturar las ciudades de Montevideo y Colonia.
La guerra naval estuvo signada por el casi completo bloqueo naval del Río de la Plata por la poderosa escuadra brasileña. Pese a varias notables victorias del comandante argentino Guillermo Brown, el bloqueo continuó y puso en muy delicada situación al gobierno argentino.
De modo que el presidente Rivadavia envió a Manuel José García a Río de Janeiro, donde este — contrariando sus instrucciones — firmó una Convención Preliminar de Paz que entregaba toda la Banda Oriental al Brasil. La Convención fue repudiada por el Congreso y la opinión pública, y causó la caída del presidente Rivadavia en junio de 1827.
El gobierno central argentino volvió a ser disuelto – no había existido entre 1820 y 1826 – y cada provincia se gobernó a sí misma. La de Buenos Aires eligió gobernador al federal Manuel Dorrego, que se propuso continuar la guerra hasta obligar al Imperio a abandonar la Banda Oriental.

## Preparativos de la campaña a las Misiones Orientales

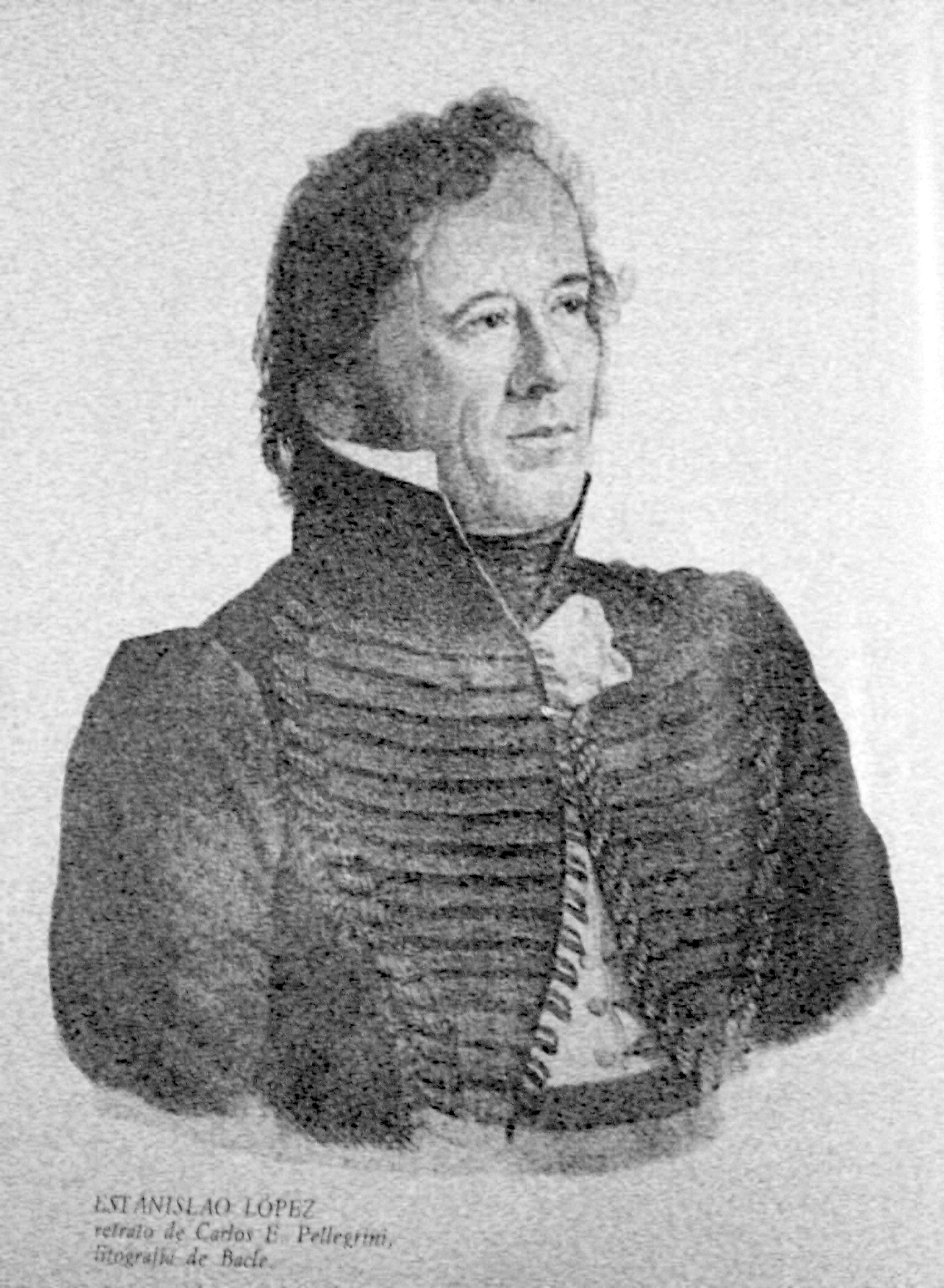
General Estanislao López, primer comandante de la proyectada campaña.

Lo primero que hizo Dorrego fue firmar una serie de tratados con las provincias, a través de los cuales todas ellas delegaron el manejo de las relaciones exteriores del conjunto en el gobernador de Buenos Aires. Un caso especial fue el tratado firmado con Estanislao López, de Santa Fe, el 27 de octubre; en este, la provincia de Santa Fe se comprometía a

"...levantar una fuerza militar que ocupe los pueblos de las Misiones Orientales, que existen en poder del tirano del Brasil."

Dorrego nombró comandante del Ejército en operaciones en la Provincia Oriental al general Lavalleja. No obstante la confianza de que gozaba entre sus comprovincianos, Lavalleja se encontró con una carencia casi absoluta de recursos bélicos y con la desconfianza de sus subalternos de origen porteño o de las provincias del interior. 
Tampoco demostraba demasiada voluntad de retomar la ofensiva y, tranquilo por la similar pasividad del ejército imperial, utilizó buena parte de sus hombres en arreos de ganado riograndense, lo que se consideraba una justa compensación por los saqueos de ganado oriental efectuados tras la invasión.
Lavalleja poco quiso o pudo hacer, salvo algunas pequeñas operaciones ofensivas hacia Río Grande, que fracasaron por completo. La iniciativa consistía en un desembarco sobre la boca de la Laguna de los Patos en combinación con un avance de las mejores tropas argentinas al mando de José María Paz e Isidoro Suárez por la angosta franja de tierra que la separa del mar. La organización de la operación fue tan deficiente que el desembarco no llegó a producirse y la movilización infructuosa de los regimientos involucrados estuvo a punto de provocar un descalabro general en la batalla de Las Cañas.
Fructuoso Rivera, adversario de Lavalleja, proyectaba efectuar una ofensiva sobre las Misiones Orientales, lo que le permitiría recuperar el mando autónomo de tropas. Marchó a ver a Dorrego portando oficios del gobernador de Santa Fe Estanislao López, en los que adhería al plan de expedicionar a las Misiones y proponía a Rivera para comandar el llamado Ejército del Norte. Iba acompañado del coronel Evaristo Carriego, nativo de Yapeyú y conocedor de las Misiones, comisionado a similares efectos por el gobernador de Entre Ríos Vicente Zapata.
En diciembre de 1827 se reunieron con Dorrego y su ministro de guerra, general Juan Ramón Balcarce. Dorrego adoptó con entusiasmo el plan, que permitiría recuperar las Misiones, abrir un frente en la retaguardia del ejército imperial y fortalecer su posición en las negociaciones de paz. El 9 de diciembre, Rivera y Carriego informaban a Zapata tener luz verde para la operación.
Informado por Dorrego,  Lavalleja se opuso decididamente, desaconsejando la ofensiva y acumulando informes que apuntaban a que Rivera actuaba en connivencia con los brasileños y planeaba en realidad una traición.
Dorrego no podía arriesgarse a una ruptura y enfrentamiento en el seno del ejército de operaciones, y por otro lado sabía que las buenas relaciones de Rivera con muchos brasileños eran ciertas, de modo que suspendió el nombramiento de Rivera. Pero mantuvo el proyecto y comisionó al mismo gobernador López para la liberación de las Misiones Orientales; el plan era ahora más ambicioso: atacar a los brasileños por la retaguardia, y de ser posible continuar su camino hasta Porto Alegre.
López inició la preparación de la división santafesina que participaría en la campaña a sus órdenes directamente y logró la ayuda del gobernador de la provincia de Corrientes, Pedro Ferré, que puso a su disposición una división de 500 hombres, al mando de un indígena guaraní, el comandante José López (alias "López Chico").

## Rivera inicia la campaña
Para apresurar la reunión de las tropas entrerrianas, López autorizó a Rivera a trasladarse a Entre Ríos, donde se encontró con una situación interna inestable; por otro lado, la población local continuaba acusándolo de alianzas con el Brasil. Además, gran parte de la población apta para llevar armas estaba enrolada en el ejército a órdenes de Lavalleja. De modo que decidió actuar por su cuenta: concentró a sus escasos seguidores — 83 hombres — en Gualeguaychú, en la costa entrerriana del río Uruguay. Sus principales oficiales eran Bernabé Rivera, Felipe Caballero, Augusto Possolo, Antonio Iglesias y Gregorio Salado, y su baqueano el guaraní Lorenzo Napuré.
Sin autorización de López ni del gobernador titular Lavalleja, en la madrugada del 25 de febrero de 1828 cruzaron el río Uruguay, las fuerzas de Rivera - divididas en tres grupos - cruzaron a la Provincia Oriental. Allí reunieron grupos adictos y varias unidades que habían servido a sus órdenes se pasaron a sus fuerzas. Rivera se dirigió a Durazno, sede del gobierno provincial, para reunirse con el gobernador delegado de la Provincia Oriental, Luis Eduardo Pérez. Si bien fue recibido, Pérez se negó a reconocerlo oficialmente para no contrariar a Lavalleja.
Rivera envió también un oficio a Lavalleja, en tanto comandante de las fuerzas de operaciones, justificando su ingreso en el territorio con una división armada y comunicándole su objetivo de combatir a los brasileños. Si bien cumplía con las formalidades, no se engañaba respecto del resultado.
En efecto, apenas recibido el oficio, Lavalleja ordenó a su hermano Manuel Lavalleja, a cargo de la guarnición de Paysandú, y a Manuel Oribe, quien permanecía a cargo del sitio de Montevideo, que persiguieran y aniquilaran a Rivera. Cumplido el objetivo, contradiciendo su política inicial que descalificaba el proyecto y desconociendo el mandato de Estanislao López, debían ellos invadir las Misiones Orientales.
Por su parte, el 29 de febrero Dorrego tuvo noticias de que Rivera operaba en la Banda Oriental. Lavalleja ordenó a Manuel Oribe que dejara con parte de sus fuerzas el sitio de Montevideo y sumando al Escuadrón de Defensores, asignado al sitio de Colonia del Sacramento, persiguiera a Rivera para aniquilarlo en razón de que "según todas las noticias está vendido a los enemigos". Oribe se puso en marcha, pero reenvió a Buenos Aires las órdenes de Lavalleja.
Balcarce respondió con urgencia: Oribe debía abstenerse de cumplir lo dispuesto por su comandante. El gobierno le aclaraba que las Misiones eran objetivo del Ejército del Norte y que, de hecho, debía regresar al sitio, dejando que Manuel Lavalleja persiguiera a Rivera con la guarnición de Paysandú. En efecto, los brasileños habían aprovechado la partida de Oribe para reabastecerse en la campaña.
Oribe continuó, no obstante, en persecución de Rivera. En Mburicayupí su vanguardia se enfrentó con la retaguardia de Rivera y en el enfrentamiento Rivera tuvo dos muertos y tres prisioneros. La marcha dispersa y en guerrilla de Rivera le hizo suponer erróneamente a Oribe que había sufrido una gran deserción. Por el contrario, sus fuerzas se habían incrementado sobre la marcha.
El 13 de marzo se le incorporó un grupo de guaraníes misioneros que habían desertado de la columna del gobernador de Misiones Félix de Aguirre, cuando este marchaba a incorporarse al Ejército Nacional acantonado en Cerro Largo.
El 20 de marzo, los cien hombres del Escuadrón de Defensores se amotinaron para pasarse a Rivera. Manuel Lavalleja los atacó con sus tropas de Paysandú y les hizo 20 muertos y 50 prisioneros, pero 30 hombres consiguieron reunirse con Rivera. Reconociendo la situación real, Manuel Lavalleja y Oribe solicitaron caballadas al gobernador de Corrientes, Ferré.

## Invasión a las Misiones Orientales

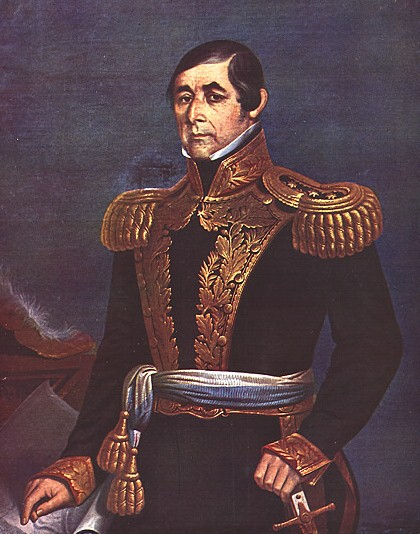
El general Fructuoso Rivera.

Las noticias del avance de Rivera llegaron al coronel brasilero Álvaro de Alencastre, Jefe de la Frontera, con sede en San Borja. Alencastre no sabía si Rivera pretendía invadir o pasarse: los rumores que difundía eran a sabiendas en extremo engañosos, y Alencastre sabía que había sido proscripto y era perseguido por sus camaradas.
Alencastre contaba con 400 hombres, en su mayoría soldados guaraníes misioneros del Regimiento 24 de Sao Borja, muchos de los cuales habían combatido junto a Artigas. El frente era demasiado extenso para tan pocos hombres, y su fidelidad al imperio era dudosa. El regimiento 25, también de guaraníes misioneros, había sido trasladado meses antes al frente del Yaguarón. Secundaban a Alencastre los tenientes coroneles Manoel da Silva Pereira do Lago y Joao José Palmeiro.
Para asegurarse de las intenciones de Rivera envió al alférez José Silveyra al mando de una patrulla de 24 soldados, que al encontrar a las avanzadas de Rivera se pasó en masa.
Rivera continuó su avance al norte para ocupar un paso sobre el río Ibicuí, a unos 50 km de su desembocadura en el río Uruguay. El puesto estaba guarnecido por tropas brasileras — 40 hombres al mando del oficial Mariano Pintos — que ocupaban una barranca en la margen norte y disponían de un bote. Haciéndose pasar por brasileños, en la noche del 20 de abril apresaron el bote y lo tripularon con algunos fusileros al mando del cabo Manuel Gallegos, mientras 80 hombres al mando del capitán Felipe Caballero, llevando pistolas atadas a la cabeza, iniciaron a nado el cruce del río.
Cubiertos por el fuego desde el bote, Caballero y sus hombres consiguieron llegar a la costa, trepar la barranca y tomar la guardia por asalto. Durante el combate murió el comandante Pintos y 19 de sus hombres, dispersándose el resto.
Dominado el paso, Rivera cruzó con la caballería, tomó la caballada enemiga y algunos prisioneros y continuó su avance, ya en territorio de las Misiones Orientales. Dividió sus fuerzas en tres columnas: la primera, al mando de Caballero, marchó hacia San Francisco; la segunda, al mando de Bernabé Rivera, a San Borja, donde se encontraba Alencastre; y la tercera, al mando del mismo Fructuoso Rivera, hacia la Sierra General. Durante su avance se les sumaron dos bandas de indios charrúas-minuanes al mando de los caciques Juan Pedro y Polidoro, y pronto las tropas enemigas del regimiento 24 empezaron a pasarse en masa: el comandante guaraní Francisco Javier Sití, exoficial de Andresito Guazurarí, antiguo comandante de Misiones en tiempos de Artigas, se pasó con 52 hombres. El 25 de abril hizo lo propio el teniente Pavão con 35 y el siguiente día el capitán Fabiano con 7. Ese día Bernabé Margariños informaba a Rivera que Alencastre huía hacia San Lorenzo. El 27 se pasó el oficial brasilero Boaventura Soares con 122 hombres, con lo que Alencastre quedó solo con seis soldados.
Para el 17 de mayo de 1828, cuando notificó a Lavalleja del resultado feliz de la campaña, Rivera controlaba ya el territorio de los 7 pueblos de las Misiones Orientales y contaba con más de 500 efectivos, bien montados aunque indisciplinados y mal armados. 
Mientras, Oribe y Manuel Lavalleja habían reunido sus tropas, 700 hombres, y esperaban en las márgenes del Ibicuí la incorporación de los 500 correntinos del comandante López Chico.
Rivera, quien había establecido su campamento en las márgenes del arroyo Itú, envió también una comisión de cinco hombres conduciendo sus partes al gobierno argentino, pero fueron interceptados por Oribe, quien — pese al contenido, que coincidía con las noticias recabadas en la región — los hizo fusilar, decisión que causó malestar entre sus propios hombres.
López Chico se reunió con Bernabé Rivera y marchó al campamento para discutir los términos de un arreglo. Al regresar, López comunicó a Oribe que se retiraba con sus hombres y enviaba por decisión propia a su segundo el teniente coronel José Antonio Berdún para informar a su gobierno en razón de "que el perseguido Rivera con la fuerza de su mando ha batido y destruido a las fuerzas imperiales que ocupaban dichos pueblos desmintiendo con sus hechos lo que le acumulaban (sic) por traidor a la patria y unido al Imperio". 
Oribe decidió entonces retirarse. El 18 de junio respondió finalmente a Balcarce, intentando justificar su desobediencia e indicando que "en los momentos de tocar al exterminio del faccioso Rivera en la parte occidental del Ibicuy he sido pérfidamente traicionado por el Gefe de las fuerzas auxiliares de la provincia de Corrientes".
Pero las noticias de la victoria llegaron a Buenos Aires con el capitán Augusto Pozzolo, quien conducía la bandera imperial capturada en el equipaje de Alencastre. En Buenos Aires se festejó la recuperación de las Misiones y Dorrego reivindicó a Rivera. Su proyecto consistía en efectuar una operación de pinzas sobre el Ejército Imperial del Sur: Rivera, reforzado con el ejército del Norte, avanzaría sobre la fortaleza de Río Pardo — establecida por los portugueses desde 1753, que tenía una escasa guarnición desde que el grueso de sus efectivos se habían trasladado al río Yaguarón — tomando la retaguardia del enemigo, mientras que el Ejército de Operaciones avanzaría sobre el frente del Yaguarón.
En Porto Alegre la noticia causó pánico, especialmente porque las implicaciones de la falta de defensa de las fuerzas imperiales y la pasividad de los pobladores brasileños: era conocida la fuerza del sentimiento republicano e independentista en buena parte de la dirigencia de Río Grande, y Rivera en sus comunicaciones y en las disposiciones adoptadas en el territorio recuperado cuidaba de fomentar ese espíritu. El presidente de la provincia, brigadier Salvador Maciel consideraba que si Rivera avanzaba, "la entrada del enemigo traería como consecuencia la pérdida completa de Río Grande del Sur".[cita requerida]

## Gobernación de Rivera
Al llegar a La Cruz, frente a Itaquí, López anunció que asumía el mando del Ejército del Norte que formalmente le fuera encargado por Rivera. Este se negó a ponerse a sus órdenes, por lo que el gobernador santafesino hizo formalmente la renuncia del mando militar y regresó con las tropas santafesinas a su provincia. Los correntinos de López Chico, en cambio, quedaron en las fuerzas de Rivera.
Rivera hizo reunir a delegados de los siete pueblos en una asamblea sin demasiadas formalidades, y declaró que esa provincia siempre había pertenecido a las Provincias Unidas, y eligió gobernador de la Provincia de las Misiones Orientales al mismo general Rivera.
El gobernador correntino Ferré, cuya política durante cinco años había sido absorber la provincia de Misiones dentro de Corrientes, objetó la representación de esa asamblea de las Misiones Orientales. Pero finalmente, tras un intercambio de notas con Rivera, en que este le aseguró que sus pretensiones eran exclusivamente para las misiones al este del río Uruguay, felicitó a Rivera por su campaña y lo invitó a enviar sus representantes a la Convención Nacional reunida en Santa Fe.
Durante su gobierno, varios de los acompañantes de Rivera decidieron por su cuenta arrear todo el ganado vacuno existente en el territorio hacia la Provincia Oriental, donde reforzarían las estancias locales; esto era considerado una compensación por los arreos de ganado realizado anteriormente por brasileños desde la Banda Oriental. Pero varios de los acompañantes de Rivera, que habían financiado parte de la campaña, especialmente Mariano Escalada, se apoderaron de esas vacas a título personal, no en nombre de la provincia. Rivera permitió esos manejos, dando una muestra de su generosidad con recursos propios y ajenos, que lo haría famoso y muy popular en la Banda Oriental. También ofreció unas 4.000 cabezas de ganado a López, que se rehusó a aceptarlas.
El gobernador porteño también envió algunos refuerzos a Rivera, y especialmente oficiales capacitados. Entre ellos se contaron los coroneles Manuel de Escalada — el que había abandonado el ejército en repulsa de Alvear — el cual ejerció como jefe de Estado Mayor, y el coronel Eduardo Trolé, que había sido jefe de ingenieros del ejército republicano, y que en las Misiones ejerció como jefe de la artillería. También nombró a Rivera comandante del Ejército del Norte por renuncia de López, pero también Rivera lo renunció, para no quedar sometido a la autoridad de Lavalleja.
El breve gobierno de Rivera apenas logró organizar algunas fuerzas locales y prepararse precariamente para la defensa.

## Tratado de paz

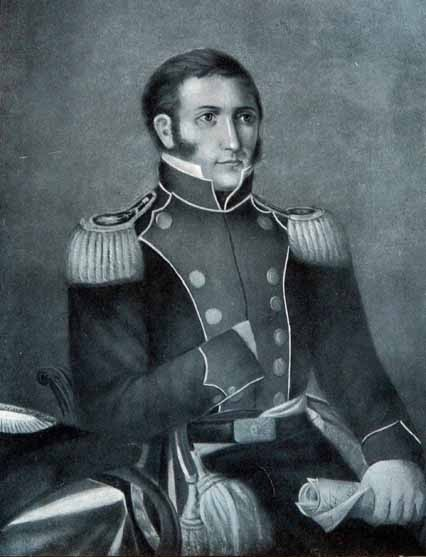
El gobernador Manuel Dorrego, que promovió la reincorporación a la Argentina de las Misiones Orientales pero que por presiones conjuntas del Reino Unido y del Imperio del Brasil se vio obligado a la paz con el Brasil.

El gobernador Dorrego pretendía continuar la guerra contra el Brasil hasta obligar a su enemigo a devolver la Provincia Oriental. No obstante, el estancamiento de la Guerra del Brasil (Cisplatina) fue causado en parte por estas circunstancias: la destrucción de gran parte de la pequeña flota argentina de Buenos Aires, la incapacidad de las fuerzas de tierra argentina de capturar las dos ciudades de la Banda Oriental aún bajo los imperiales las graves consecuencias económicas impuestas por el bloqueo naval brasileño a Buenos Aires, así como la temporal falta de mano de obra para una ofensiva terrestre brasileña a gran escala contra las fuerzas argentinas que habían invadido su territorio. Además, la presión económica de los comerciantes porteños — mayoritariamente británicos o muy relacionados con los británicos — gradualmente se fue convenciendo de que no tenía posibilidades de forzar una solución como esa. Por otro lado, la diplomacia británica, en particular la misión del plenipotenciario John Ponsonby, presionaba activamente para que ambas partes admitieran una solución: la independencia de la Banda Oriental como estado separado.
Finalmente, en junio, Dorrego envió a Río de Janeiro a los generales Tomás Guido y Juan Ramón Balcarce a negociar la paz con el Brasil; en sus instrucciones les indicaba proponer la independencia de la Banda Oriental. Pero, apenas llegados a destino, recibieron orden del gobernador de exigir la entrega de la Provincia Oriental. Este cambio de frente se debía a las noticias favorables de la invasión de Rivera a las Misiones Orientales y el recibimiento exultante de esa noticia en Buenos Aires: nuevamente la opinión pública se inclinaba a favor de continuar la guerra. Si bien en algún momento Dorrego pensó en exigir también la soberanía sobre el territorio ocupado por Rivera, finalmente lo ofreció como moneda de canje para recuperar la Banda Oriental.
El éxito de la campaña forzó al Imperio a reiniciar negociaciones, pese al juramento que había hecho el Emperador de expulsar a las "fuerzas invasoras" tras la derrota de Ituzaingó. Pero el emperador Pedro I rechazó completamente estas nuevas exigencias. Sin embargo, presionado por la situación militar y por el peligro de que las ideas republicanas se extendieran por el sur del Brasil, finalmente aceptó reconocer la independencia de la Banda Oriental. Pero previamente exigió como condición excluyente para cualquier acuerdo la evacuación de las Misiones Orientales por Rivera.
Dorrego pidió a Rivera que evacuara el territorio que ocupaba. La situación de las Misiones Orientales no fue considerada en absoluto en la Convención Preliminar de Paz, firmada el 27 de agosto, que declaraba la independencia de la Provincia de Montevideo, llamada hoy Cisplatina. Posiblemente eso se debió a que el Emperador consideró que no le convenía dar a la campaña de Rivera la categoría de reivindicación de un territorio ocupado, sino solamente la de una invasión a territorio brasileño.
Dorrego ofreció a Rivera una misión no contemplada hasta ese momento: considerando la audacia del jefe oriental, y para evitar un nuevo conflicto entre este y el gobernador Lavalleja, le propuso invadir el Paraguay, antigua provincia del Virreinato del Río de la Plata, que se mantenía como estado independiente, pero sin formalizar esa situación y sin reconocimiento por parte argentina. El argumento para convencer a Rivera era liberar ese territorio del opresor gobierno del dictador Gaspar Rodríguez de Francia. Rivera nunca contestó oficialmente ese ofrecimiento, y lo rechazó en cartas privadas.

## La evacuación
Fructuoso Rivera ordenó iniciar la evacuación a principios de noviembre. Los guaraníes y los brasileños que habían colaborado con los rioplatenses decidieron llevarse todo lo que tuviera algún valor: ganado, documentos, ornamentos sagrados de los templos, etc. En muchos casos, destruyó también lo que quedaba en los pueblos, de modo que los guaraníes se vieron obligados a acompañar al ejército en retirada. Acompañado por gran cantidad de indígenas guaraníes, y llevando un gran arreo de ganado vacuno, Rivera cruzó el Ibicuí el 22 de diciembre de 1828, dirigiéndose al sur.
El único pueblo de las Misiones Orientales que quedó en pie fue São Borja.
Fuerzas del mariscal Sebastiao Barreto Pereira Pinto vigilaban sus movimientos de cerca, de modo que Rivera no pudo detenerse al sur del Ibicuí, que los rioplatenses consideraban la frontera norte de la Banda Oriental. El jefe brasileño esperaba forzar a los misioneros a retirarse hasta el río Daymán, que los brasileños consideraban su límite sur.
Rivera inició negociaciones con el brasileño mariscal Barreto, que no confiaba lo suficiente en sus tropas como para iniciar una batalla. El  coronel Trolé, primer enviado de Rivera, fue arrestado; pero finalmente Barreto se avino a firmar el 25 de diciembre el acuerdo de Irere-Ambá, por el cual Rivera quedaba autorizado a instalar a la población y milicias que lo acompañaban al sur del río Cuareim.
Más tarde, Ponsonby aseguraría al gabinete inglés que la ambición de Rivera era formar un gran estado con Río Grande del Sur, el Uruguay , Entre Ríos, Corrientes, y tal vez el Paraguay.

## La Colonia de Bella Unión

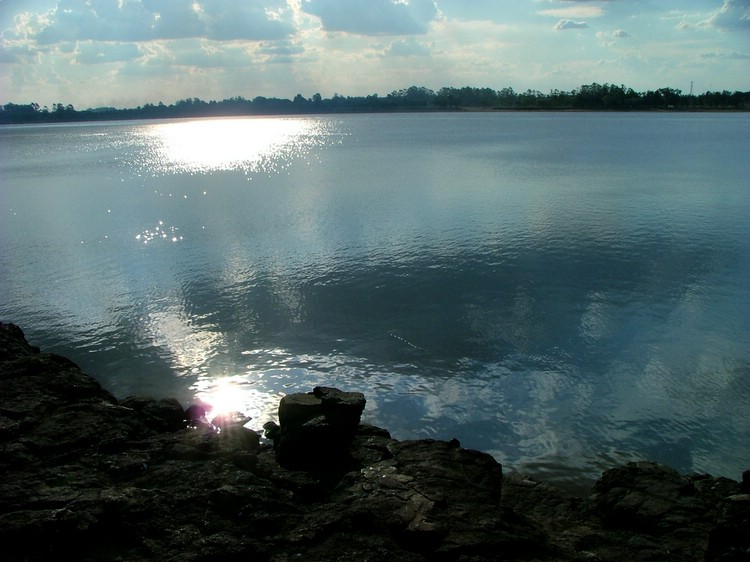
El río Uruguay a la altura de Bella Unión.

A principios de 1829, Rivera fundó con los misioneros y con indígenas guaycurúes y charrúas la villa de Bella Unión, oficialmente llamada Santa Rosa del Cuareim, en la margen sur del río de ese nombre, sometida a la autoridad militar y civil del que pronto se llamaría Estado Oriental del Uruguay. A largo plazo, esta fundación resultaría un antecedente determinante para la fijación del límite entre el Uruguay y el Brasil sobre este río, que recién serían fijados en 1851.
La población no logró adaptarse al régimen militar y económico al que quedó sometida .Los jefes militares de origen guaraní se retiraron hacia Entre Ríos, o se diseminaron por el interior del Uruguay, llevándose parte de las familias. Por su parte, los charrúas volvieron a su tradicional modo de vida nómade, que fue considerado una amenaza por las autoridades uruguayas.
Rivera regresó al Uruguay y su prestigio le valió ser nombrado Comandante de Campaña. Dejando a Lavalleja a cargo de la presidencia provisional, se dedicó a recorrer el interior del nuevo Estado y a reunir adhesiones. Tanto en Montevideo como en el interior, el prestigio de Rivera, que no había reunido más enemigos en su país que algunos seguidores de Lavalleja y Oribe, superó al del héroe de los Treinta y Tres, que había enfrentado conflictos internos durante su gobierno. De modo que Rivera terminó por ganar las elecciones, aliado de los caudillos locales del interior uruguayo y de los "doctores" que habían colaborado con los ocupantes portugueses o con el gobierno argentino de Rivadavia.
En abril de 1831, hay una versión de historiadores que mencionan, que el presidente Rivera invitó a varios caciques charrúas y algunos guaraníes a parlamentar con él, pero los hizo masacrar por su hermano Bernabé Rivera en la llamada matanza del Salsipuedes; a esta siguió otra matanza en Mataojo. La represión causó una sublevación de la población de Bella Unión, ocurrida a principios de 1832, que Bernabé Rivera reprimió también con crueldad, pero terminaría muerto por los indígenas del cacique Polidoro el 20 de junio de ese año. Hay otros historiadores, que explican la reacción de Rivera, como presidente de una novel república, que debió atender los derechos de seguridad de los habitantes de la campaña y la necesidad del cuidado, de quienes contribuían al tesoro del país recién creado. Sostienen, también, que eran unos pocos indios, que vivían en tolderías con campamentos ambulantes, que causaban robos y violencia, en el habitante sedentario de la campaña, que trabajaba la tierra y cuidaba de su familia.
Todos estos hechos terminaron por causar el casi completo despoblamiento de la villa; algunos brasileños regresaron a su país, donde participaron en la rebelión de los farrapos y en la formación de la República Riograndense. La mayor parte de los guaraníes pasaron a Entre Ríos, dirigidos por el después coronel Gaspar Tacuabé. El resto de la población de la villa se trasladó a Salto, cuya población comenzó a crecer significativamente justamente en la década de 1830.
El territorio de las Misiones Orientales y la franja entre los ríos Ibicuí y Cuareim forman parte en la actualidad del Estado de Río Grande del Sur, y — excepto por los restos arqueológicos y algunos toponímicos — no guarda continuidad alguna con la población original de las Misiones Orientales.